# Fernanda com um lenço preto
Fernande à la mantille noir (Fernanda com um lenço preto em português) é uma pintura do espanhol Pablo Picasso, concebida por este no ano de 1905.[carece de fontes?]
O óleo sobre tela está, atualmente, no Museu Solomon R. Guggenheim, em Nova Iorque. É considerada uma obra de transição, do fim do chamado período azul. Ainda um pouco expressionista e romântica, a pintura retrata a amante de Picasso, Fernande Olivier. A estilização de seu rosto e suas características abreviadas mostram o interesse crescente do pintor pelas qualidades abstratas e pela solidez das esculturas ibéricas, que irão influenciar seus trabalhos subsequentes.